# 塚の川古墳
塚の川古墳（つかのこうこふん）は、山口県山陽小野田市にある古墳。市街地南部、竜王中学校北西に位置する。古墳を中心に公園が整備されている。

## 概要
塚の川古墳は直径約15メートルの円墳。内部にある石室は玄室・前室・羨道からなる複室構造の横穴式石室となっており、全長8.1メートル。玄室は、奥行き3.2メートル、幅2.5メートル、高さ2.4メートルの規模である。追葬が可能な構造となっている。
1984年（昭和59年）3月1日に市指定文化財に指定。

## 所在地
山陽小野田市松角

## アクセス
- JR小野田線雀田駅から徒歩10分。
- JR小野田駅より船鉄バス赤崎神社または竜中北口下車。両バス停から徒歩10分。

市道に案内標識があるが、公園に通じる道はあぜ道ほどの細道なのでわかりにくい。